# Anna Ewers
Anna Luisa Ewers, född 14 mars 1993 i Freiburg, är en tysk fotomodell.